# پیست بین‌المللی سپانگ

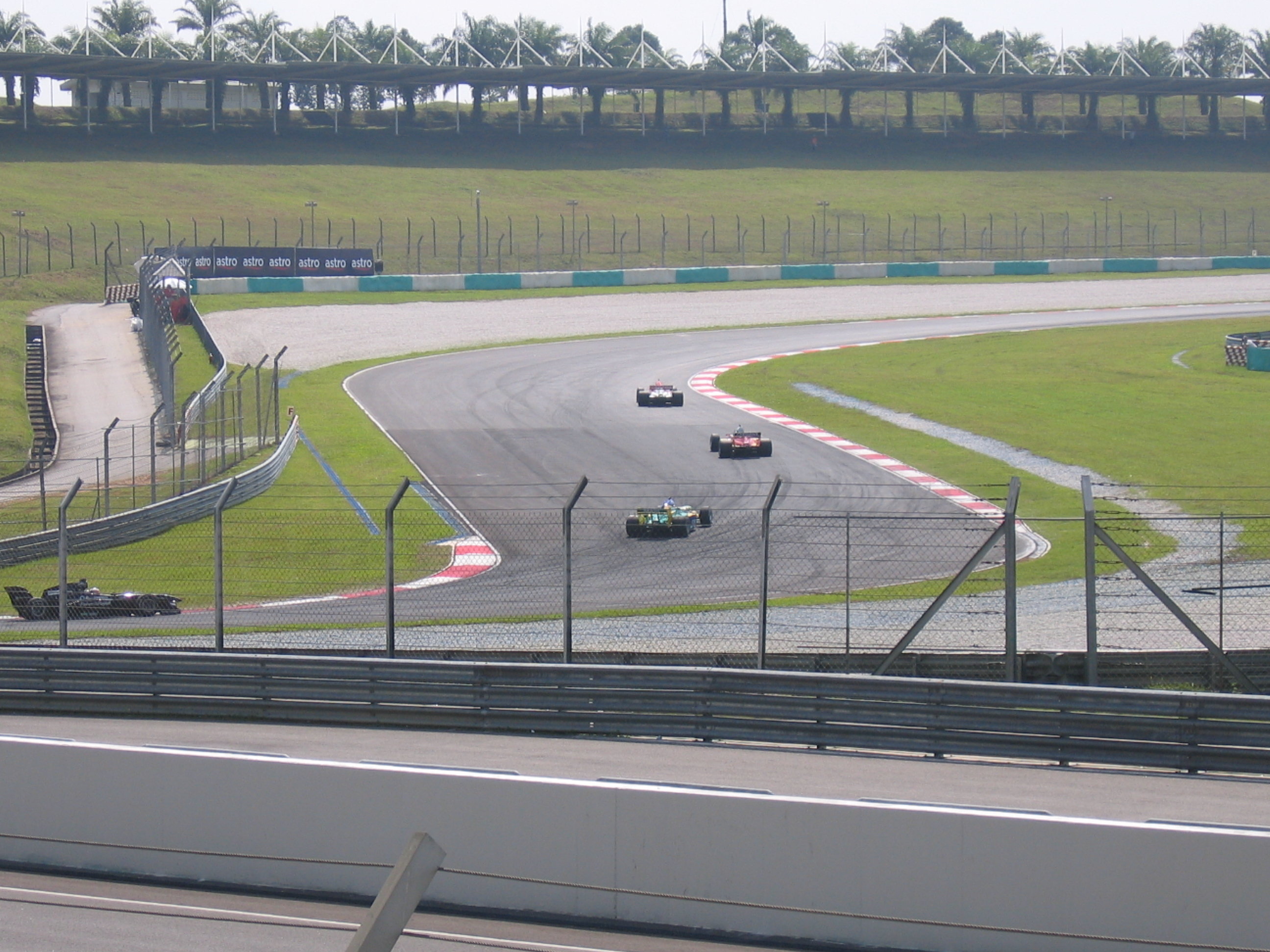
Turns 2 and 3 from Mall Area, Main Grandstand South, Upper Tier

پیست بین‌المللی سپانگ (مالایی: Litar Antarabangsa Sepang) یک پیست ورزش‌های موتوری در سلانگور، مالزی است.
این پیست که معمولاً برای مسابقات فرمول یک استفاده می‌شود در سال ۱۹۹۹ افتتاح شده و ظرفیت آن ۸۰٬۰۰۰ نفر است.